# 가생도톰꼬리도마뱀붙이
가생도톰꼬리도마뱀붙이(border thick-tailed gecko)는 눈그늘도마뱀붙이과에 속한 도마뱀붙이류의 단형속 가생도톰꼬리도마뱀붙이속의 일종이다. 호주의 머레이-달링 분지(en:Murray-Darling Basin)의 바위에 뒤덮인 고지대에 자생한다. 때로는 도톰꼬리도마뱀붙이속에 분류된다.